# Пианкашо
Пианкашо, пианкишо (англ. Piankashaw, Piankeshaw) — алгонкиноязычное индейское племя Северной Америки, проживающее ранее на территории современных американских штатов Индиана и Огайо.

## История

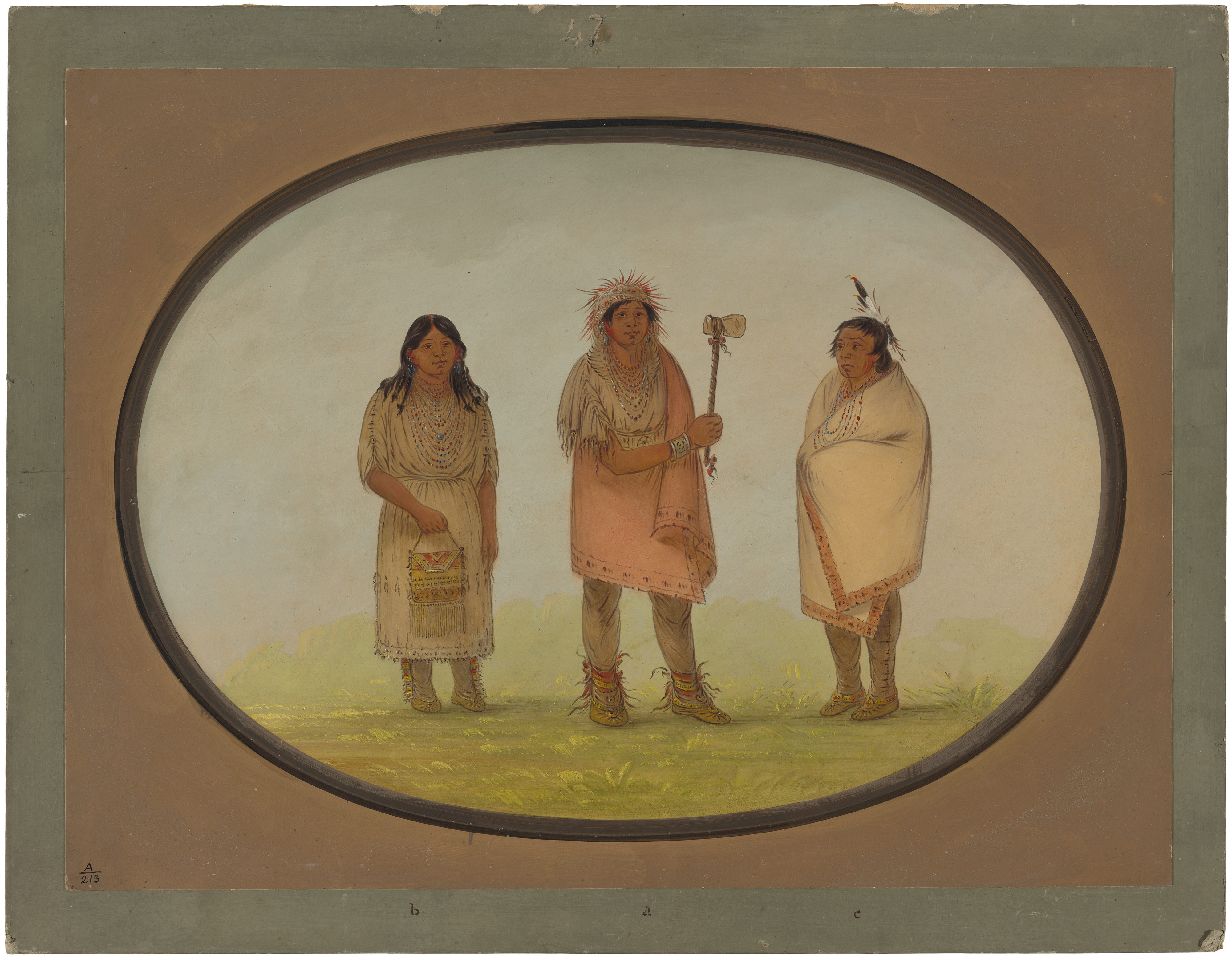
Трое пианкашо. Художник Джордж Кэтлин

Племя пианкашо входило ранее в состав народа майами. Его название в переводе означает Те, кто отделился. В начале XVIII века пианкашо проживали вблизи Уайт-Ривер в центральной Индиане и были тесно связаны с племенем веа. В 1743 году племя проживало у реки Вермилион.
Пианкашо обычно находились в мирных отношениях с европейцами. Во время войны за независимость США они выступали на стороне американцев. Но после войны были вынуждены вступать в столкновения с белыми поселенцами, которые стремились захватить индейские земли. В Северо-западной индейской войне пианкашо не участвовали, хотя и входили в Западную Индейскую Конфедерацию, но подвергались нападению американцев. Президент США Джордж Вашингтон был вынужден издать прокламацию, запрещающую нападать на пианкашо. Часть пианкашо приняла участие в войне Текумсе.
После поражения Конфедерации Текумсе пианкашо продали свои земли и вместе с родственными веа переместились на Территорию Миссури, где они оставались до 1832 года. Когда земли пианкашо заполонили белые поселенцы, они переехали сначала в Канзас, а затем, в 1867 году, на Индейскую территорию.

## Население
Численность племени была относительно невелика. В 1736 году общая численность пианкашо и веа была около 1700 человек. В 1764 году племя насчитывало 1250 человек. Эпидемии и войны стали причиной сокращения численности пианкашо. В 1825 году племя насчитывало всего 234 человека.
Ныне потомки пианкашо проживают на северо-востоке Оклахомы и входят в реорганизованное племя пеория индейцев Оклахомы.